# ماجراجویی بسیار عالی بیل و تد
ماجراجویی بسیار عالی بیل و تد (به انگلیسی: Bill and Ted's Excellent Adventure) یک فیلم زوج هنری، کمدی و علمی-تخیلی آمریکایی است که داستان دو نوجوان تنبل است که در زمان سفر می‌کنند. کیانو ریوز در نقش تد و الکس وینتر در نقش بیل بازی می‌کنند.

## دنباله سازی این فیلم
به علت استقبال خوب تماشاگران از فیلم به سرعت قسمت دوم فیلم ساخته و ۲ سال بعد (سال ۱۹۹۱ میلادی) با عنوان: سفر وحشیانه بیل و تد منتشر و اکران شد. و قسمت سوم این فیلم با فاصله ای حدود ۳۰ سال قرار است در سال ۲۰۲۰ با عنوان؛ بیل و تد با موسیقی مواجه می‌شوند منتشر و اکران عمومی بشود.